# 145 هـ
145 هـ هي سنة في التقويم الهجري امتدت مقابلةً في التقويم الميلادي بين سنتي 762 و763.

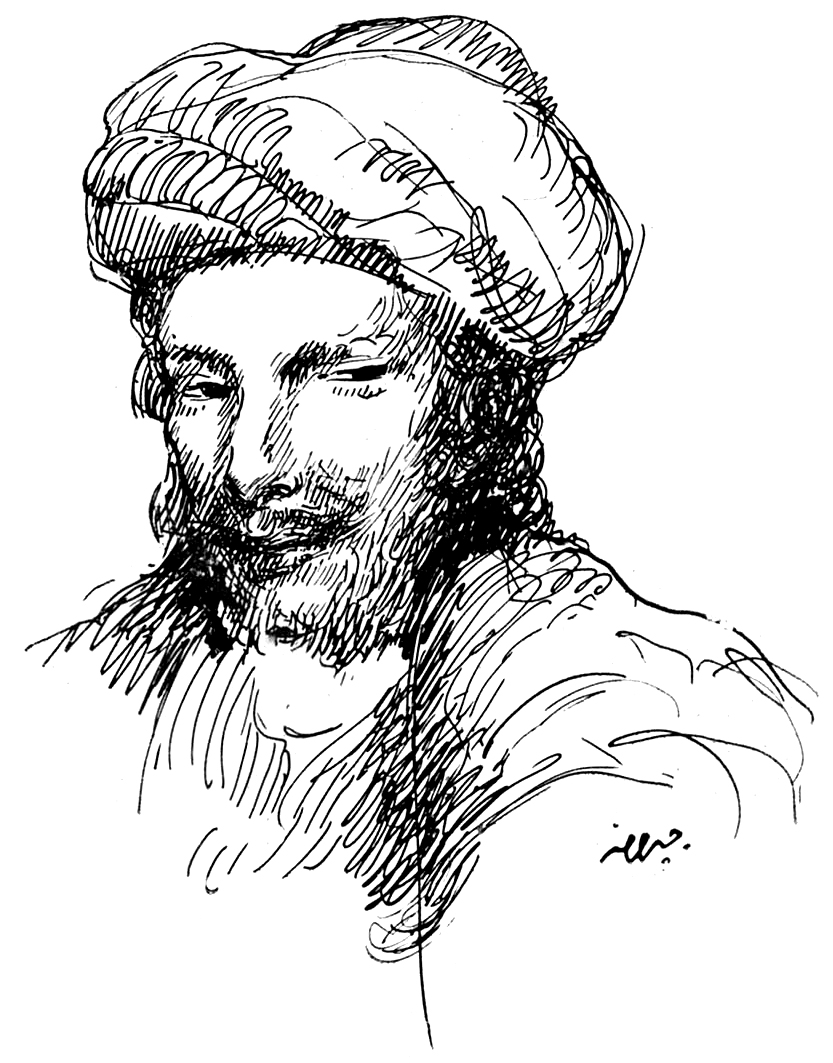
أبو نواس

## أحداث
- بناء المدينة المدورة في عهد المنصور.

## مواليد
- أبو نواس
- عبد الله بن عثمان بن جبلة
- نفيسة بنت الحسن

## وفيات
- رؤبة بن العجاج
- خالد بن صفوان التميمي
- إبراهيم الغمر
- هشام بن حسان
- يحيى بن الحارث الذماري